# Copa COSAFA de 2016
A Copa COSAFA de 2016 (também chamada de Copa Castle Lager COSAFA Namíbia 2016 por motivos de patrocínio) foi a 16ª edição da disputa, uma competição internacional de futebol constituída por equipes nacionais dos países membros do Conselho das Associações de Futebol da África Austral (COSAFA). Originalmente, devia ser disputada em Windhoek, Namíbia no mês de maio de 2016, no entanto as datas foram redefinidas para evitar um choque com o Campeonato Sul-Africano de Futebol, então a competição ocorreu em junho de 2016.

## Estádio
| Windhoek                           | Windhoek                           |
| ---------------------------------- | ---------------------------------- |
| Estádio Sam Nujoma                 | Estádio Independence               |
| Capacidade: 10.300                 | Capacidade: 25.000                 |
| 22° 30′ 57,48″ S, 17° 03′ 38,81″ L | 22° 36′ 27,47″ S, 17° 05′ 27,23″ L |

## Fase de grupos

### Grupo A
| Pos | Equipe     | Pts | J | V | E | D | GP | GC | SG  | Classificado                      |
| --- | ---------- | --- | - | - | - | - | -- | -- | --- | --------------------------------- |
| 1   | Eswatini   | 7   | 3 | 2 | 1 | 0 | 7  | 2  | +5  | Classificado às quartas de final. |
| 2   | Zimbabwe   | 5   | 3 | 1 | 2 | 0 | 7  | 2  | +5  |                                   |
| 3   | Madagascar | 4   | 3 | 1 | 1 | 1 | 1  | 1  | 0   |                                   |
| 4   | Seicheles  | 0   | 3 | 0 | 0 | 3 | 0  | 10 | −10 |                                   |

### Grupo B
| Pos | Equipe   | Pts | J | V | E | D | GP | GC | SG | Classificado                      |
| --- | -------- | --- | - | - | - | - | -- | -- | -- | --------------------------------- |
| 1   | Lesoto   | 9   | 3 | 3 | 0 | 0 | 6  | 0  | +6 | Classificado às quartas de final. |
| 2   | Malawi   | 6   | 3 | 2 | 0 | 1 | 4  | 1  | +3 |                                   |
| 3   | Maurícia | 3   | 3 | 1 | 0 | 2 | 2  | 4  | −2 |                                   |
| 4   | Angola   | 0   | 3 | 0 | 0 | 3 | 0  | 7  | −7 |                                   |

## Final
| 25 junho 2016 | África do Sul                                | 3–2       | Botswana                       | Estádio Sam Nujoma, Windhoek    |
| 17:30         | Motupa 33' (pen.), 88' (pen.) · Kutumela 66' | Relatório | 16' Makgantai · 70' Seakanyeng | Árbitro: Janny Sikazwe (Zâmbia) |

## Premiação
| Copa COSAFA 2016                  |
| --------------------------------- |
| África do Sul Campeão (4º título) |

## Artilheiros
5 gols
- Felix Badenhorst

3 gols
- Jane Thaba-Ntšo
- Gabadinho Mhango

2 gols
- Hendrik Somaeb
- Thabiso Kutumela
- Menzi Masuku
- Gift Motupa
- Lawrence Mhlanga
- Ronald Pfumbidzai

1 gol
- Onkabetse Makgantai
- Kabelo Seakanyeng
- Predefinição:Country data DRC Nelson Omba
- Hlompho Kalake
- Jeremea Kamela
- Tumelo Khutlang
- Basias Makepe
- Sera Motebang
- Phafa Tšosane
- Tojo Claudel Fanomezana
- Luis Dorza
- Andy Sophie
- Miracle Gabeya
- Deon Hotto
- Itamunua Keimuine
- Ronald Ketjijere
- Judas Moseamedi
- Gift Motupa
- Lebogang Phiri
- Njabulo Ndlovu
- Wonder Nhleko
- Sabelo Ndzinisa
- Tony Tsabedze
- Paul Katema
- Spencer Sautu
- Charles Zulu
- Teenage Hadebe
- Marshal Mudehwe
- Obadiah Tarumbwa

1 gol contra
- Angula da Costa (contra Botswana)